# Rahnfels
Der Rahnfels ist ein Berg im Pfälzerwald, ca. 2 km nordwestlich der Burgruine Hardenburg gelegen. Mit einer Gipfelhöhe von 516,5 m ü. NN ist der Rahnfels die höchste Erhebung des Pfälzerwaldes nördlich der Isenach.

## Gipfelplateau

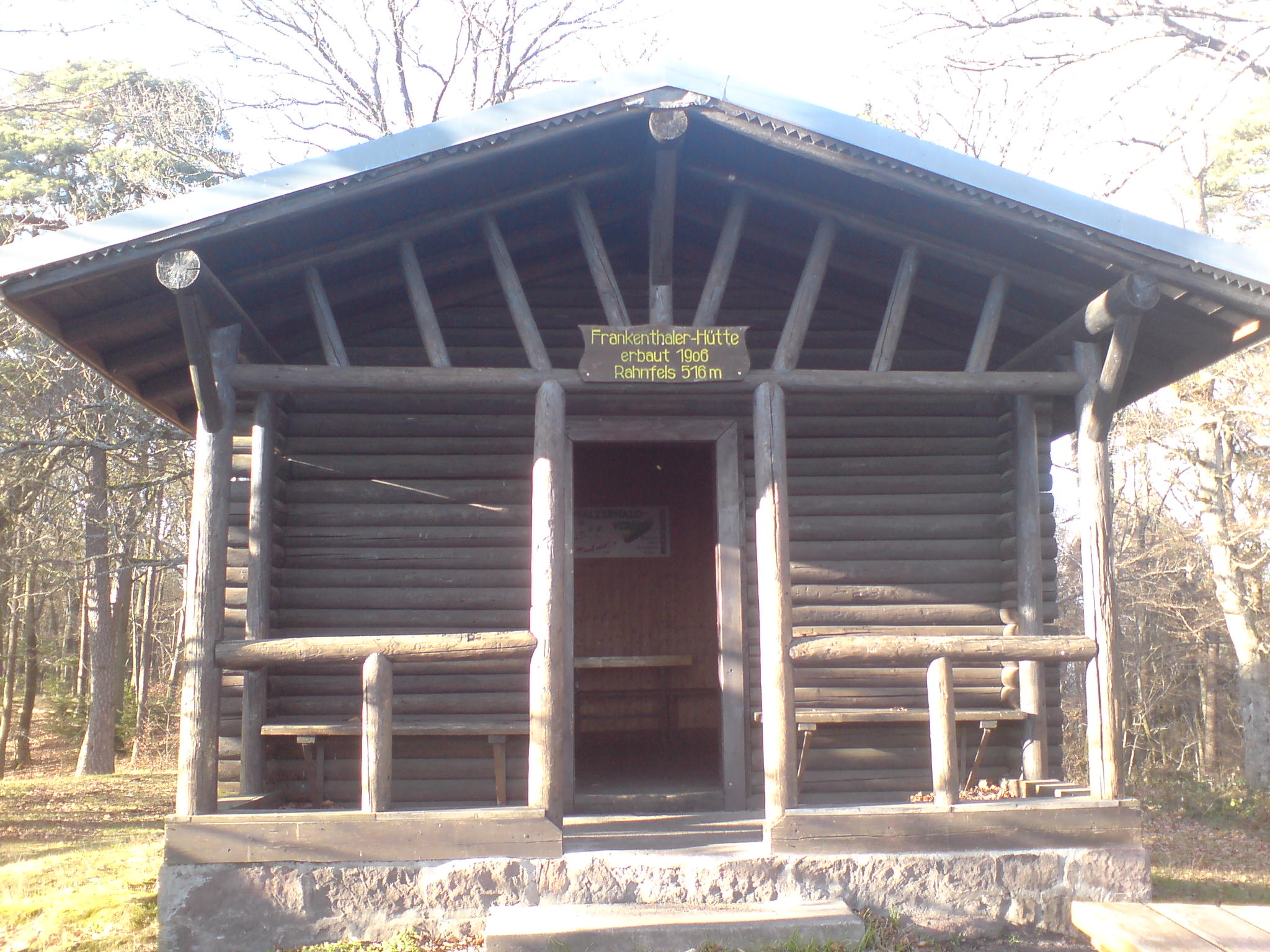
Die 1906 erbaute Frankenthaler Hütte des PWV Frankenthal

Auf dem Gipfelplateau des Rahnfelses befindet sich an einem Aussichtspunkt die Frankenthaler Hütte. Die einfache Schutzhütte aus Holz wurde 1906 von der Ortsgruppe Frankenthal des Pfälzerwald-Vereines errichtet und bietet seither Wanderern Schutz vor schlechtem Wetter.
Während des Kalten Krieges befand sich auf der Südseite des Gipfels auf Freinsheimer Gemarkung eine Relaisfunkstelle sowie eine Telefonweiterschaltungseinrichtung des DSN-Netzes der amerikanischen Streitkräfte. Die Asphaltstraße zum Gipfel stammt aus dieser Zeit und endet auf einer Waldlichtung. An dieser steht heute eine Station zur Umweltüberwachung.

## Verkehr
Den Rahnfels erreicht man entweder per landschaftlich reizvoller Wanderung zu Fuß (Wegzeichen: Roter Punkt) oder über die Landesstraße 518, die am südlichen Ortsrand von Leistadt an einem Kreisverkehr beginnt. Bei Kilometer 7 zweigt in einer Rechtskurve nach links ein asphaltiertes Sträßchen ab, welches nach ca. 1,5 km das Gipfelplateau erreicht.
Diese asphaltierte Straße ist für den öffentlichen Autoverkehr nicht freigegeben und zeitweise mit einer Schranke gesperrt.